# 게이 남성 말투
게이 남성 말투(영어: gay male speech) 또는 게이 남성의 언어는 수많은 현대적 고정관념과 사회언어학 연구, 특히 북미 영어 분야의 초점이 되어 왔다.

## 북미 영어

### 게이 리스프
게이 리스프(영어: gay lisp)는 영어권 국가에서 자주 나타나는 게이 남성의 전형적인 발화 방식으로, 특유의 치찰음 발음과 기타 다른 언어적 특징을 뜻한다.
게이 리스프 현상과 이에 대한 연구는 동성애자와 이성애자 모두에게 나타나는 언어, 비언어 특징이나 다른 부차적 외부 요인과 마찬가지로 정확히 이해되지 않고 있다. 현상의 요인들을 정확히 규정 짓기는 힘들지만, 영어 음운론의 강세, 음역과 같은 다른 조음 변화와는 어느 정도 독립적인 위치에 있는 것으로 파악한다. 모든 게이 남성이 게이 리스프를 가지고 있지는 않지만, 한 연구에서는 남성 화자의 목소리 녹음을 듣고 성적 지향을 추측하는 실험에서 피실험자의 답변이 우연보다 더 높은 적중률을 보였다. 두 연구(Linville, 1998; Munson et al., 2006)에서는 게이 남성 일부가 /s/ 발음을 독특하게 내는 것을 발견했다. 하지만, 고주파음과 매우 부정적으로 편향된 범위를 가진 /s/ 발음 방법은 오히려 이것을 다른 비슷한 소리와 더욱 구분되도록 만든다. 즉, 이 발음은 거의 틀림없이 지나치게 정확한 /s/라고 할 수 있다.

#### 특징
몇가지 발화 특성은 게이 남성 정체성의 표지로서의 고정관념으로 볼 수 있는데, 신중한 발음, 넓은 음역대, 높고 빠른 음조 변화, 숨소리가 섞인 어조, 긴 마찰음, /t/를 /ts/로, /d/를 /dz/로 파찰음화하여 발음하는 경향을 예로 들 수 있다.
일부 게이 남성의 "게이 사운드"는 일부 청자에게 치찰음(/s/, /z/, /ʃ/ 등)이 추가로 치찰음화되거나 쉿 소리, 귀에 거슬리는 소리가 되는 "리스프" 특성을 수반하는 것으로 보인다.
토론토 대학의 교수 헨리 로저스와 론 스미스는 다음과 같이 연구하였다.
로저스에 의하면, 인간은 대개 일정한 발음 패턴을 바탕으로 동성애자와 이성애자의 목소리를 구별지을 수 있다. 로저스는 "남성의 목소리를 게이처럼 만드는 많은 수의 발음 특성을 증명하였다"라며, "우리는 남성이 어떻게 이 발화 방법을 몸에 익힐 수 있는 지 알고 싶다"라고 말했다.
스탠포드 대학의 연구는 작은 샘플 그룹 조사를 통해 인간이 게이 남성의 발화를 듣고 성적 지향을 구분할 수 있으며, 이 청자들은 음역대 변동을 근거로 판단을 내린다고 주장했다. 그러나 이 주장은 확고한 결론에 다다르지 못했다.
그는 청자들이 이성애자 남성 중에서 동성애자를 구분할 수 있다는 사실을 확인하였지만, 두 그룹 사이의 음높이에서 확신 가능한 경험적 차이는 어떠한 것도 찾을 수 없었다. (...) 이 연구는 동성애자와 이성애자 남성의 발화에서 구체적인 차이를 찾는 데 실패한 또 다른 대표 사례이다.
비슷한 여성 화자 연구에서는, 청자가 이성애자 화자와 동성애자 화자를 구분해낼 수 없다는 사실을 발견하였다. 레즈비언 정체성에 대한 다른 연구에서는 레즈비언의 목소리가 대체로 낮음 음을 사용하고 더 직관적인 의사소통 방식을 취한다고 언급하였다.
피터 렌의 대학 연구는 게이 고정관념 발화가 성적 지향보다 유년기의 성별불순응과 강한 연관을 가지고 있음을 논증하며, 게이 고정관념 발화가 실제로는 대체를 통해서만 남성 동성애와 연관될 수 있는 유년기성별불순응 발화라고 제의하였다.

## 같이 보기
- 게이다
- 성소수자 고정관념
- 라벤더 언어학
- 조음 장애
- 폴라리

## 더 읽어보기
- Crocker, L., & Munson, B. (2006). Speech Characteristics of Gender-Nonconforming Boys. Oral Presentation given at the Conference on New Ways of Analyzing Variation in Language, Columbus, OH.
- Mack, S., & Munson, B. (2008). Implicit Processing, Social Stereotypes, and the 'Gay Lisp'. Oral presentation given at the annual meeting of the Linguistic Society of America, Chicago, IL.
- Munson, B., & Zimmerman, L.J. (2006a). The Perception of Sexual Orientation, Masculinity, and Femininity in Formant-Resynthesized Speech. Oral Presentation given at the Conference on New Ways of Analyzing Variation in Language, Columbus, OH.